# Mormal (stacja kolejowa)
Mormal (biał. Мормаль, ros. Мормаль) – stacja kolejowa w miejscowości Mormal, w rejonie żłobińskim, w obwodzie homelskim, na Białorusi. Położona jest na linii Żłobin - Mozyrz - Korosteń.